# Piedone – comisarul fără armă
Piedone – comisarul fără armă (în italiană Piedone lo sbirro) este un film de comedie și aventuri italiano-german din 1973, regizat de Stefano Vanzina (Steno) și avându-l în rolul principal pe Bud Spencer. Acest film este primul din seria celor patru filme cu comisarul Rizzo (poreclit „Piedone”) de la poliția din Napoli. În acest film, Piedone ține sub control activitatea infracțională din oraș cu ajutorul pumnilor săi și reușește să destrame activitatea de trafic de droguri care riscă să ducă la apariția mai multor grupări mafiote rivale.

## Rezumat
Comisarul de poliție Rizzo, poreclit „Piedone” (Bud Spencer), își desfășoară activitatea în portul italian Napoli, având metode specifice de luptă împotriva infractorilor. El are o mare rezistență fizică și se folosește de pumni în loc de arme pentru a ține sub control activitatea infracțională, reușind să obțină aproape întotdeauna ceea ce vrea. Noul comisar șef, dr. Tabassi (Adalberto Maria Merli), nu este de acord cu metodele comisarului Rizzo, deși acestea sunt eficiente.
În oraș încep să apară droguri, iar Piedone încearcă să afle pe ce filieră sunt introduse acestea în Napoli. Bazându-se pe o rețea de informatori proveniți din lumea interlopă, el dă de urma lui Ferdinando Scarano „'O Barone” (Angelo Infanti), un fost proxenet care a intrat în contact cu traficanții de droguri din Marsilia (în căutare de noi piețe în afara Franței, unde să-și vândă drogurile), care i-au oferit protecție, oameni și bani. Apariția traficului de droguri în oraș aduce cu sine violență și corupție. 
Fiind reclamat pentru metodele sale dure folosite, Piedone este suspendat de comisarul șef. Pentru a-și continua lupta împotriva traficanților de droguri, el colaborează cu organizația Camorra, care este nemulțumită de apariția unei grupări rivale. Ajutat de oamenii Camorrei și de capul mafiot Antonino Percuoco „Manomozza” (Mario Pilar), Piedone reușește să dea o lovitură grea traficanților marsiliezi, distrugându-le laboratorul de producere a drogurilor și bătându-le oamenii de legătură. Deoarece metodele sale sunt considerate a nu aduce rezultate, Scarano este ucis și se încearcă să i se însceneze realizarea crimei lui Piedone. Conspirația eșuează însă.
Luptele purtate în Napoli îl fac pe comisarul șef să-l bănuiască pe Piedone că ar fi implicat într-o reglare de conturi cu scopul ca Manomozza să preia controlul asupra pieței drogurilor după eliminarea dușmanului său personal, Scarano. Comisarul Rizzo află de la cocoșatul Peppino o informație despre sosirea unui nou transport de droguri adus de vasul Tunis. Cocoșatul este împușcat de Manomozza, dar, înainte de a muri, el reușește să-i lase un indiciu lui Rizzo despre autorul crimei. Cu ajutorul a trei marinari americani, Piedone pătrunde pe navă și pune mâna pe o cantitate de droguri ce valora aproximativ 1 milion de dolari, pe care o ascunde. În final are loc o luptă finală între Piedone și oamenii lui Manomozza, care se încheie cu o bătaie violentă în grotele subterane din Napoli. Manomozza și oamenii săi sunt arestați, iar comisarul Rizzo este repus în funcție cu onoruri.

## Distribuție
- Bud Spencer — comisarul Manuele Rizzo „Piedone”
- Adalberto Maria Merli — comisarul șef Dr. Tabassi
- Raymond Pellegrin — avocatul De Ribbis
- Juliette Mayniel — Maria
- Mario Pilar — Antonino Percuoco „Manomozza”
- Nino Vingelli — mafiotul din sala de biliard
- Salvatore Morra — Salvatore
- Angelo Infanti — Ferdinando Scarano „'O Barone”
- Enzo Cannavale — brigadierul Caputo
- Dominic Barto — Tom Ferramenti
- Enzo Maggio — Gennarino
- Jho Jhenkins — Jho, marinar american (menționat Jho Jekins)
- Claudio Ruffini — marinar
- Roberto Dell'Acqua — marinar
- Franco Angrisano — comisar
- Ester Carloni — Assunta

### Dublaje în limba italiană
- Glauco Onorato — comisarul Rizzo „Piedone”
- Giuseppe Rinaldi — avocatul De Ribbis

## Despre film
Acesta este singurul film din seria filmelor cu Piedone în care Bud Spencer este dublat în limba italiană de Glauco Onorato, un actor care i-a dublat vocea în mai multe filme. În celelalte filme din serie este folosită vocea lui Bud Spencer. 
Coloana sonoră este compusă de frații Maurizio și Guido De Angelis.
Filmul a avut un mare succes și a fost obiectul unei parodii intitulate Piedino il questurino (1974), în care personajul principal a fost interpretate de Franco Franchi.

## Recepție
Criticul Tudor Caranfil a dat acestui film două stele din patru și a comentat astfel: „Steno (Stefano Vanzini), cineast prolific, vechi scenarist al lui Monicelli și regizor al unor filme cu Sordi, Totò, De Sica și Bardot deschide, cu acest polar, o lungă serie de succes comercial cu un polițist «de fier» care-și plimbă agil silueta masivă printre primejdii și își învinge adversarii cu cea mai redutabilă și mai puțin sofisticată armă de care dispune în panoplia sa: umorul. Comediograf prin vocație, Steno își concepe până și încăierările în montaj de gaguri.”.